# Spinulospora pucciniiphila
Spinulospora pucciniiphila är en svampart som beskrevs av Deighton 1973. Spinulospora pucciniiphila ingår i släktet Spinulospora, divisionen sporsäcksvampar och riket svampar.   Inga underarter finns listade i Catalogue of Life.